# Dmitrij Ivanovič Vasil'ev
Dmitrij Ivanovič Vasil'ev (Ejsk, 21 ottobre 1900 – Mosca, 5 gennaio 1984) è stato un regista cinematografico sovietico.

## Filmografia parziale

### Regista
- Žukovskij (1950)
- Tajna večnoj noči (1956)
- Nad Tissoj (1958)
- Operacija Kobra (1960)